# Liste der Municípios in Rondônia
Die Liste der Municípios in Rondônia verzeichnet alle 52 Gemeinden, die den Status eines município nach brasilianischem Kommunalrecht haben. Erfasst sind die Ergebnisse der Volkszählung 2010 für den brasilianischen Bundesstaat Rondônia, wie sie vom Instituto Brasileiro de Geografia e Estatística (IBGE) bekannt gegeben wurden.
Neuere Schätzungen der Einwohnerzahlen wurden zum 1. Juli 2012 durch das IBGE veröffentlicht. Diese Tabelle ist veraltet, die letzte Schätzung datiert vom 1. Juli 2017.
Neueste Schätzungen werden voraussichtlich zum 1. Juli 2018 und 1. Juli 2019 vorgelegt. Die nächste Volkszählung ist im 10-Jahresrhythmus für 2020 vorgesehen.

## Municípios
Die Einträge sind primär alphabetisch nach Ortsnamen sortiert, sie lassen sich auch nach Einwohnerzahl sortieren, dabei gibt Spalte 1 die jeweilige Rangfolge nach dem Census 2010 an.
| Rang / Karte | Rang / Karte | Município                                  | Census 2010 | Schätzung 1. Juli 2012 | Fläche km² | Meso- region    | Mikro- region     |
| ------------ | ------------ | ------------------------------------------ | ----------- | ---------------------- | ---------- | --------------- | ----------------- |
| 14           |              | Alta Floresta d’Oeste                      | 24.392      | 24.069 ▼               | 7.067,025  | Leste           | Cacoal            |
| 29           |              | Alto Alegre dos Parecis                    | 12.816      | 12.833 ▲               | 3.958,273  | Leste           | Cacoal            |
| 21           |              | Alto Paraíso                               | 17.135      | 17.742 ▲               | 2.651,822  | Leste           | Ariquemes         |
| 25           |              | Alvorada d’Oeste                           | 16.853      | 16.404 ▼               | 3.029,189  | Leste           | Alvorada d’Oeste  |
| 03           |              | Ariquemes                                  | 90.353      | 92.747 ▲               | 4.426,571  | Leste           | Ariquemes         |
| 11           |              | Buritis                                    | 32.383      | 33.397 ▲               | 3.265,809  | Madeira-Guaporé | Porto Velho       |
| 44           |              | Cabixi                                     | 6.313       | 6.132 ▼                | 1.314,362  | Leste           | Colorado do Oeste |
| 46           |              | Cacaulândia                                | 5.736       | 5.791 ▲                | 1.961,778  | Leste           | Ariquemes         |
| 05           |              | Cacoal                                     | 78.574      | 79.330 ▲               | 3.792,801  | Leste           | Cacoal            |
| 28           |              | Campo Novo de Rondônia                     | 12.665      | 12.847 ▲               | 3.442,005  | Madeira-Guaporé | Porto Velho       |
| 18           |              | Candeias do Jamari                         | 19.779      | 20.787 ▲               | 6.843,868  | Madeira-Guaporé | Porto Velho       |
| 49           |              | Castanheiras                               | 3.575       | 3.479 ▼                | 892,842    | Leste           | Cacoal            |
| 23           |              | Cerejeiras                                 | 17.029      | 16.852 ▼               | 2.783,300  | Leste           | Colorado do Oeste |
| 40           |              | Chupinguaia                                | 8.301       | 8.721 ▲                | 5.126,723  | Leste           | Vilhena           |
| 20           |              | Colorado do Oeste                          | 18.591      | 18.093 ▼               | 1.451,061  | Leste           | Colorado do Oeste |
| 41           |              | Corumbiara                                 | 8.783       | 8.530 ▼                | 3.060,321  | Leste           | Colorado do Oeste |
| 26           |              | Costa Marques                              | 13.678      | 14.355 ▲               | 4.987,177  | Madeira-Guaporé | Guajará-Mirim     |
| 22           |              | Cujubim                                    | 15.854      | 17.262 ▲               | 3.863,943  | Madeira-Guaporé | Porto Velho       |
| 13           |              | Espigão d’Oeste                            | 28.729      | 29.189 ▲               | 4.518,034  | Leste           | Cacoal            |
| 35           |              | Governador Jorge Teixeira                  | 10.512      | 10.040 ▼               | 5.067,384  | Leste           | Ji-Paraná         |
| 08           |              | Guajará-Mirim 10° 46′ 58″ S, 65° 20′ 22″ W | 41.656      | 42.202 ▲               | 24.855,724 | Madeira-Guaporé | Guajará-Mirim     |
| 38           |              | Itapuã do Oeste                            | 8.566       | 8.830 ▲                | 4.081,583  | Madeira-Guaporé | Porto Velho       |
| 06           |              | Jaru 10° 26′ 25″ S, 62° 28′ 5″ W           | 52.005      | 51.765 ▼               | 2.944,128  | Leste           | Ji-Paraná         |
| 02           |              | Ji-Paraná 10° 53′ 10″ S, 61° 55′ 19″ W     | 116.610     | 118.092 ▲              | 6.896,738  | Leste           | Ji-Paraná         |
| 12           |              | Machadinho d’Oeste                         | 31.135      | 32.403 ▲               | 8.509,314  | Leste           | Ariquemes         |
| 34           |              | Ministro Andreazza                         | 10.352      | 10.203 ▼               | 798,083    | Leste           | Cacoal            |
| 31           |              | Mirante da Serra                           | 11.878      | 11.686 ▼               | 1.191,875  | Leste           | Ji-Paraná         |
| 27           |              | Monte Negro                                | 14.091      | 14.313 ▲               | 1.931,378  | Leste           | Ariquemes         |
| 19           |              | Nova Brasilândia d’Oeste                   | 19.874      | 19.891 ▲               | 1.703,008  | Leste           | Alvorada d’Oeste  |
| 15           |              | Nova Mamoré 10° 24′ 42″ S, 65° 19′ 53″ W   | 22.546      | 23.719 ▲               | 10.071,643 | Madeira-Guaporé | Porto Velho       |
| 43           |              | Nova União                                 | 7.493       | 7.382 ▼                | 807,126    | Leste           | Ji-Paraná         |
| 36           |              | Novo Horizonte do Oeste                    | 10.240      | 9.933 ▼                | 843,446    | Leste           | Cacoal            |
| 09           |              | Ouro Preto do Oeste                        | 37.928      | 37.482 ▼               | 1.969,850  | Leste           | Ji-Paraná         |
| 47           |              | Parecis                                    | 4.810       | 4.990 ▲                | 2.548,683  | Leste           | Vilhena           |
| 10           |              | Pimenta Bueno                              | 33.822      | 34.135 ▲               | 6.240,932  | Leste           | Vilhena           |
| 52           |              | Pimenteiras do Oeste                       | 2.315       | 2.283 ▼                | 6.014,733  | Leste           | Colorado do Oeste |
| 01           |              | Porto Velho 8° 45′ 32″ S, 63° 52′ 56″ W    | 428.527     | 442.701 ▲              | 34.096,388 | Madeira-Guaporé | Porto Velho       |
| 16           |              | Presidente Médici                          | 22.319      | 21.709 ▼               | 1.758,465  | Leste           | Ji-Paraná         |
| 50           |              | Primavera de Rondônia                      | 3.524       | 3.406 ▼                | 605,692    | Leste           | Vilhena           |
| 51           |              | Rio Crespo                                 | 3.316       | 3.374 ▲                | 1.717,640  | Leste           | Ariquemes         |
| 07           |              | Rolim de Moura                             | 50.648      | 51.142 ▲               | 1.457,888  | Leste           | Cacoal            |
| 42           |              | Santa Luzia d’Oeste                        | 8.886       | 8.476 ▼                | 1.197,796  | Leste           | Cacoal            |
| 45           |              | São Felipe d’Oeste                         | 6.018       | 5.862 ▼                | 541,647    | Leste           | Vilhena           |
| 24           |              | São Francisco do Guaporé                   | 16.035      | 16.636 ▲               | 10.959,767 | Madeira-Guaporé | Guajará-Mirim     |
| 17           |              | São Miguel do Guaporé                      | 21.828      | 21.927 ▲               | 7.460,219  | Leste           | Alvorada d’Oeste  |
| 32           |              | Seringueiras                               | 11.629      | 11.619 ▼               | 3.773,505  | Leste           | Alvorada d’Oeste  |
| 48           |              | Teixeirópolis                              | 4.888       | 4.778 ▼                | 459,978    | Leste           | Ji-Paraná         |
| 33           |              | Theobroma                                  | 10.649      | 10.575 ▼               | 2.197,413  | Leste           | Ji-Paraná         |
| 30           |              | Urupá                                      | 12.974      | 12.687 ▼               | 831,857    | Leste           | Ji-Paraná         |
| 37           |              | Vale do Anari                              | 9.384       | 9.633 ▲                | 3.135,143  | Leste           | Ariquemes         |
| 39           |              | Vale do Paraíso                            | 8.210       | 7.961 ▼                | 965,676    | Leste           | Ji-Paraná         |
| 04           |              | Vilhena 12° 44′ 26″ S, 60° 8′ 45″ W        | 76.202      | 79.616 ▲               | 11.518,941 | Leste           | Vilhena           |

## Bilder

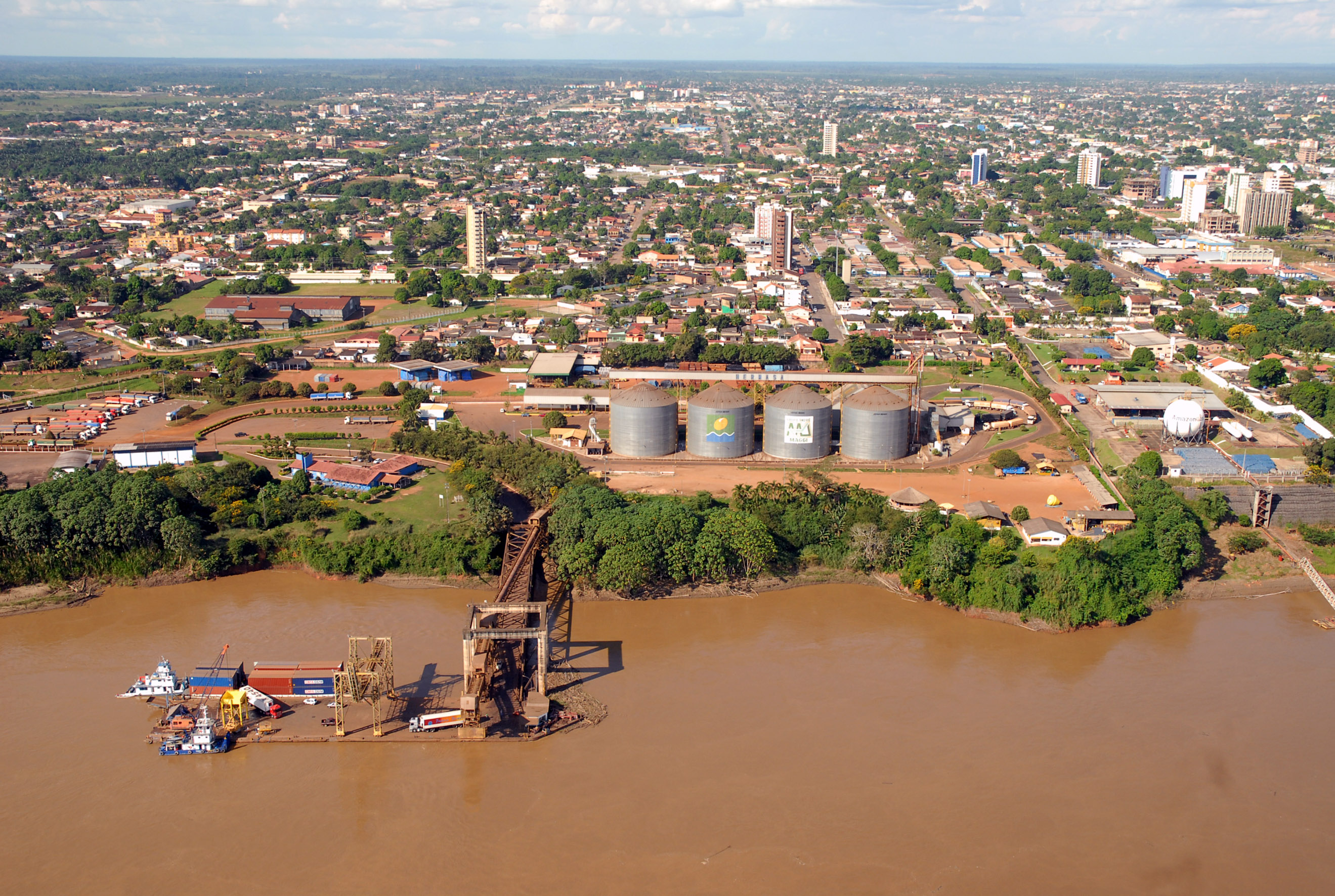
Porto Velho
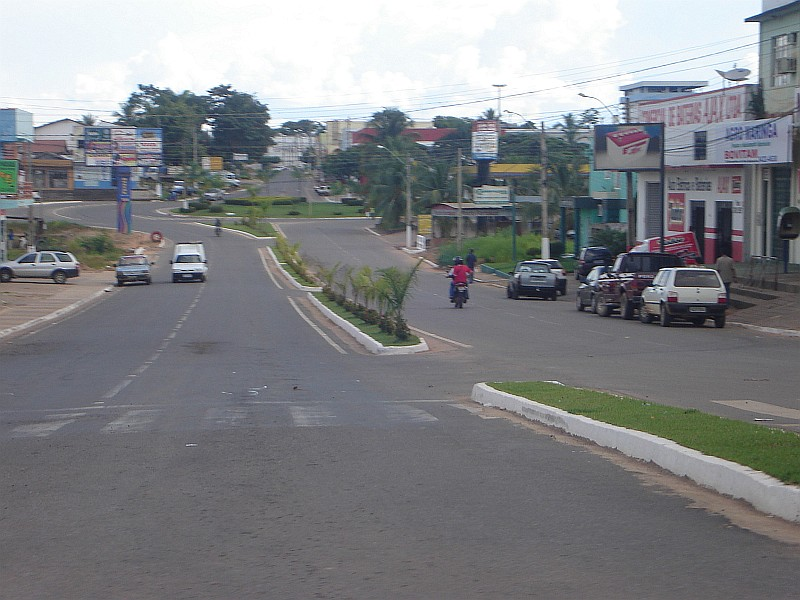
Ji-Paraná
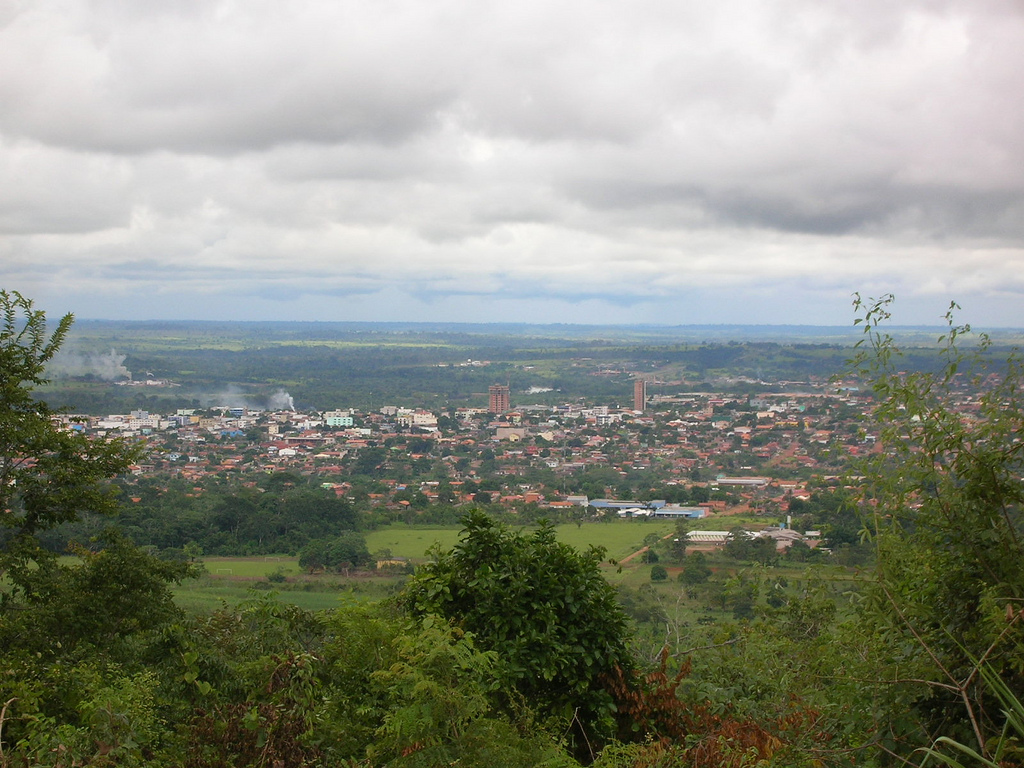
Cacoal
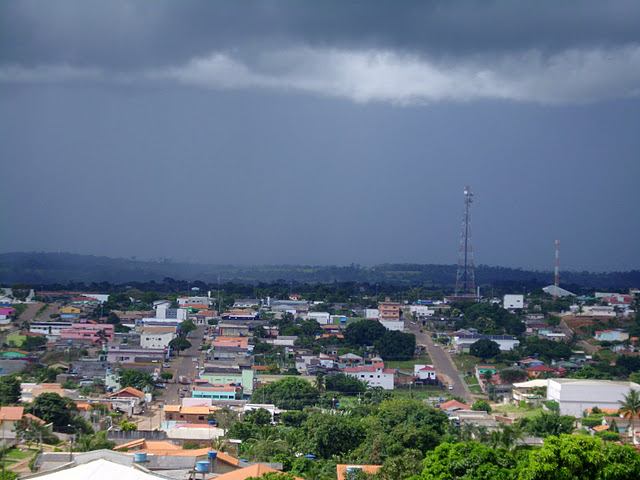
Colorado do Oeste
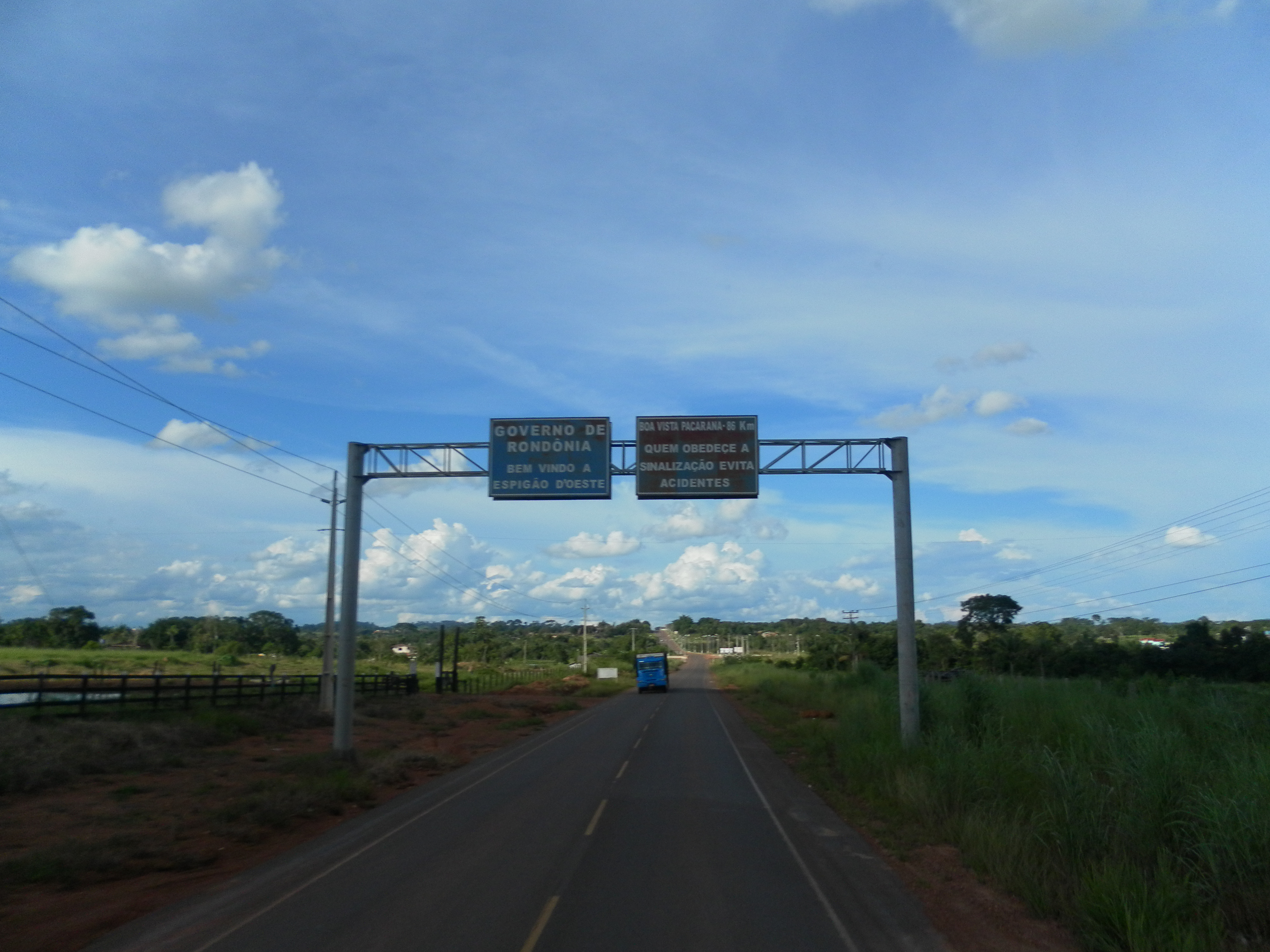
Espigão do Oeste
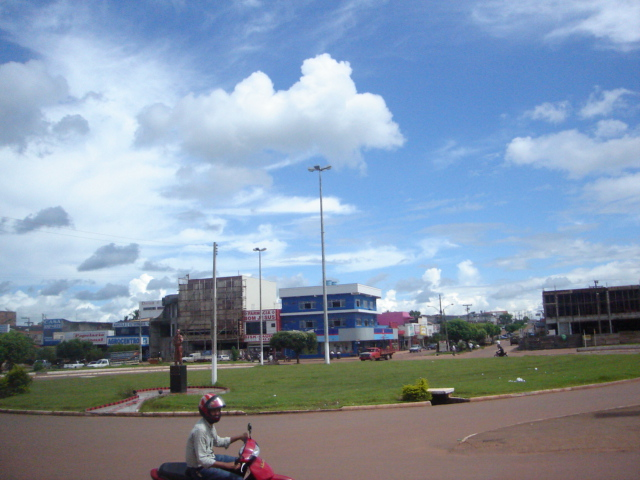
Rolim de Moura